# Zoó (España)
Zoó (llamada oficialmente Santiago de Zoó) es una parroquia y una aldea española del municipio de Samos, en la provincia de Lugo, Galicia.

## Organización territorial
La parroquia está formada por dos entidades de población:
- Furela
- Zoó

## Demografía

### Parroquia
| Gráfica de evolución demográfica de Zoó (parroquia) entre 2000 y 2021 |
|                                                                       |
| Datos según el nomenclátor publicado por el INE.                      |

### Aldea
| Gráfica de evolución demográfica de Zoó (aldea) entre 2000 y 2021 |
|                                                                   |
| Datos según el nomenclátor publicado por el INE.                  |